# 배반의 도시
《배반의 도시》(영어: Red Rock West)는 미국에서 제작된 존 달 감독의 1993년 네오누아르 스릴러 영화이다. 니컬러스 케이지 등이 출연하였고, 스티브 골린 등이 제작에 참여하였다.

## 출연
- 니컬러스 케이지
- 데니스 호퍼
- 라라 플린 보일
- J.T. 월시
- 드와이트 요컴
- 티머시 카하트
- 댄 쇼어

## 제작
700만 달러의 예산으로 1992년 애리조나주에서 촬영되었다.

## 기타 제작진
- 총괄 제작: 에런 워너
- 협력 제작: 린 와이머
- 배역: 캐럴 루이스
- 미술: 로버트 피어슨
- 의상: 테리 드레즈바크